# Резолюция 107 на Съвета за сигурност на ООН
Резолюция 107 на Съвета за сигурност на ООН е приета единодушно на 30 март 1955 г. по повод конфликта в Палестина.
Като взема предвид онези части от доклада на началник-щаба на Организацията на ООН за примирието в Палестина, които се отнасят до положението от двете страни на демаркационната линия, установена между Египет и Израел, и до причините за напрегната ситуация там, Съветът, желаейки да бъдат предприети всички възможни мерки в рамките на Общото примирие между Египет и Израел, за да се съхрани сигурността в региона, предлага на началник-щаба да продължи консултациите с правителствата на двете страни за предприемане на практически мерки в тази насока. Като припомня и направените вече от началник-щаба конкретни предложения по въпроса, Съветът за сигурност призовава правителствата на Египет и Израел да си сътрудничат с него по отношение на тези предложения, имайки предвид, че според изказаното от началник-щаба мнение инфилтрациите са могли да бъдат сведени до случайни нарушения, ако между страните е било сключено споразумение, основаващо се на неговите предложения. Съветът за сигурност настоява от началник-щаба да бъден държан в течение за хода на провежданите от него преговори.